# Sanna Gibbs
Sanna Elaine Gibbs, känd som Sanna Gibbs, född 23 oktober 1986 i Gävle, är en svensk operasångerska (sopran). Hon har bland annat uppträtt på Kungliga operan.

## Teater

### Roller
| År   | Roll                               | Produktion            | Regi         | Teater                   |
| ---- | ---------------------------------- | --------------------- | ------------ | ------------------------ |
| 2025 | Katherina Cavalieri, Salieris elev | Amadeus Peter Shaffer | Sunil Munshi | Kulturhuset Stadsteatern |